# Lily Atkinson

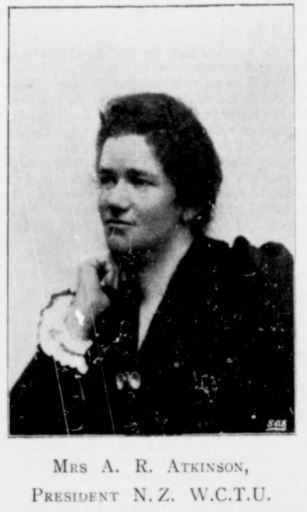
Lily May Atkinson

Lily May Atkinson (* 29. März 1866 in Auckland, Neuseeland als Lily May Kirk; † 19. Juli 1921 in Wadestown, Neuseeland) war eine neuseeländische Kampagnenführerin für Abstinenz, Suffragette und Feministin. Sie hatte verschiedene Führungspositionen auf lokaler und nationaler Ebene inne, darunter die des Vizepräsidenten der New Zealand Alliance for Suppression and Abolition of the Liquor Traffic (von 1898 bis 1921), Präsidentin der Women’s Christian Temperance Union New Zealand (von 1901 bis 1905) und Vizepräsidentin des National Council of Women of New Zealand (von 1901 bis 1903).

## Frühes Leben
Lily May Kirk wurde am 29. März 1866 in Auckland, Neuseeland, geboren. Sie war die Tochter von Sarah Jane Mattocks und Thomas Kirk, einem Vermesser, der später zum ersten Chefkonservator der Staatswälder in Neuseeland ernannt wurde und zuvor als Professor am Victoria University College tätig war. Nach ihrer schulischen Ausbildung an der Greenwood Sisters' Terrace School arbeitete sie als Englischlehrerin für chinesische Einwanderer und Fabrikarbeiter, um ihnen das Lesen beizubringen. Obwohl sie nie ins Ausland reiste, erlernte sie fließend Deutsch und Französisch und widmete sich ihrem Interesse an Büchern.

## Politische Arbeit und Familie
Lily May Kirk zählte zu den Gründungsmitgliedern der Wellington-Abteilung der Women’s Christian Temperance Union New Zealand (WCTU NZ), die am 3. September 1885 von Anne Ward ins Leben gerufen wurde. Zusammen mit ihrer Mutter Sarah Jane Kirk und ihren Schwestern Amy Kirk und Cybele Kirk setzte sie sich aktiv für die Organisation ein. Sie übernahm die Rolle der Rechnungsprüferin der Wellington District Union und wurde 1887 Sekretärin der National Union, ein Posten, den sie über zehn Jahre innehatte.
Lily Kirk unterstützte offen die Arbeit von Ellen Hewett, die als WCTU NZ Superintendentin für Arbeit unter Maoris tätig war. Sie nahm an einer Versammlung in Wellington teil, bei der Hewett, der Taupo-Häuptling Te Heuheu und Hōne Heke Ngāpua über die Arbeit der WCTU NZ informierten. Lily und der Abstinenzaktivist Arthur Atkinson sprachen in dieser Versammlung über die Bemühungen der Organisation, Literatur an Menschen in ländlichen Gebieten zu verteilen sowie einen speziellen Brief an Maori-Frauen zu senden.
Ab dem Frühjahr 1895 gehörte Lily May Kirk dem Gründungskomitee des Journals The White Ribbon an, das von Frauen in Neuseeland besessen, herausgegeben und veröffentlicht wurde. Sie verfasste jeden Monat die Wellington Notes, in denen sie Informationen aus ihren Beobachtungen im Parlament teilte. Dabei zeigte sie sich als scharfsinnige Beobachterin. Während dieser Zeit wurden die von Lily geleiteten Englischkurse für chinesische Einwanderer eingestellt. Die Wellington WCTU berichtete auf der nationalen Konvention, dass sie eine Konfrontation mit der Arbeit des chinesischen Missionars vermeiden wollten, der von der C.E. Union unterstützt wurde.

### Forward Movement
Lily May Kirk und ihr zukünftiger Ehemann Arthur Atkinson gehörten gemeinsam mit anderen bedeutenden Persönlichkeiten aus Wellington wie Kate Edger, Ernest Beaglehole und Maurice Richmond zur Forward Movement. Diese Bewegung hatte einen progressiven christlichen und bildungspolitischen Ansatz und verfolgte das Ziel, die fundamentalen Prinzipien des Christentums, wie sie von führenden Vertretern verstanden und interpretiert wurden, auf die komplexen Bedingungen der modernen Gesellschaft anzuwenden. Ursprünglich in London, England, gegründet, wurde die Forward Movement in Wellington von Reverend William Albert Evans (Ehemann von Kate Edger) und Reverend G.H. Bradbury ins Leben gerufen. Lily und Arthur Atkinson wurden Mitglieder des Managementkomitees, welches erstmals am 27. August 1893 zusammentrat.

### Neuseeländische Allianz
Lily May Kirk wurde 1893 von der WCTU NZ ernannt, um im Exekutivkomitee der neuseeländischen Allianz für die Unterdrückung und Prohibition des Alkoholhandels mitzuwirken. 1898 wurde sie zur ersten Frau, die in dieser von Männern dominierten Gruppe als Vizepräsidentin tätig war. In dieser Position war sie eine regelmäßige Rednerin zum Thema Abstinenz und wurde wegen ihrer charmanten Persönlichkeit, ihrer musikalischen Stimme, ihres breiten Wissens und ihres schnellen Übergangs von Ernsthaftigkeit zu Fröhlichkeit von vielen geschätzt. In Zusammenarbeit mit Kate Sheppard organisierte sie öffentliche Versammlungen und hielt Vorträge zur Abstinenz in verschiedenen Städten Neuseelands. Kirk sprach über die Opfer des Alkoholhandels und diejenigen, die von ihm abhängig sind. Ihre Reden wurden von vielen als logisch, stark und einfühlsam empfunden.

### Southern Cross Society
In der Zwischenzeit sind Lilly May Kirk und Anna Stout zu Vizepräsidentinnen der neugegründeten Southern Cross Society ernannt worden. Die Gesellschaft wurde am 22. August 1895 in Wellington gegründet und hatte das Ziel, Frauen aus allen Gesellschaftsschichten und mit unterschiedlichen Meinungen zusammenzubringen, um sich für Frauen einzusetzen, die auf sich allein gestellt waren, um ihren Lebensunterhalt zu verdienen. Die Gründungspräsidentin war Janet Plimmer, die zu dieser Zeit Superintendentin der WCTU NZ für Einflussnahme auf die Presse war. Die Society wollte Frauen durch Vorlesungen und Hausversammlungen zu politischen und bürgerlichen Themen dazu ermutigen, Einfluss auf Männer in öffentlichen Ämtern zu nehmen und bereit zu sein, im Parlament zu dienen, wenn das Gesetz geändert würde, um ihnen das Kandidieren zu ermöglichen. Auch die Abstinenzbewegung gehörte zu den Themen der Society.
Lady Stout betonte, dass die Gesellschaft nicht gegründet wurde, um die Menschheit zu unterdrücken, sondern um Frauen die gleichen Rechte wie Männer zu geben und sie nicht daran zu hindern, ein erfülltes und freies Leben zu führen, für das sie qualifiziert waren. Wenn Frauen ausgebildet würden, könnten sie auf neue Weise am Gesetzgebungsprozess teilnehmen. Die Führungsrolle von Lilly May Kirk setzte sich in diesem Club fort, auch als sie in den Rängen der nationalen WCTU aufstieg. Im Mai 1898 berichtete sie der Southern Cross Society darüber, wie sie in ihrem Namen abgestimmt hatte, als sie den Club beim National Council of Women of New Zealand vertrat. In der Mitteilung des White Ribbon wurde nicht erwähnt, dass sie Teil einer Gruppe gewesen war, die sich gegen die Resolution des NCWNZ ausgesprochen hatte, dass Frauen das Recht erhalten sollten, zur Wahl ins neuseeländische Parlament anzutreten.

## Führung in der National WCTU

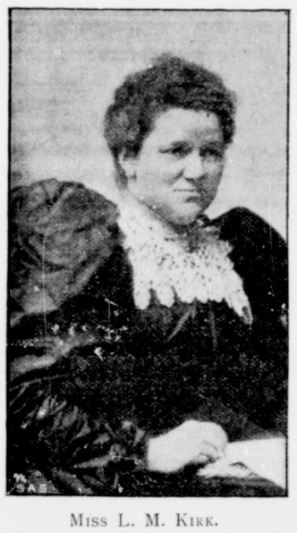

Lily May Kirk war ein aktives Mitglied der Women’s Christian Temperance Union New Zealand (WCTU) in Neuseeland in der späten 19. Jahrhundert. Sie engagierte sich in verschiedenen Aktivitäten, um die Prohibition von Alkohol und die Rechte von Frauen zu fördern. Sie war auch eine ausgezeichnete Rednerin und besuchte verschiedene Orte in Neuseeland, um Vorträge zu halten und neue Mitglieder für die WCTU zu werben.
Als Anerkennung für ihre Arbeit als Sekretärin der WCTU in Wellington wurde sie 1896 zur Aufzeichnungsschriftführerin der jährlichen Convention der WCTU in Dunedin ernannt. In dieser Funktion schickte sie Briefe im Namen der nationalen WCTU, um politische Anliegen wie die Abschaffung der Contagious Disease Acts oder das Wahlrecht für Frauen vorzutragen und so ihre politische Bedeutung zu erhöhen.
Im Jahr 1897 wurde sie als Vertreterin der WCTU zur National Council of Women of New Zealand (NCW NZ) ernannt und hielt dort einen Vortrag über das Thema „Moralischer und wissenschaftlicher Aspekt der Abstinenz.“ Sie besuchte auch verschiedene Orte in Neuseeland, um Vorträge zu halten und neue Mitglieder zu werben. Im Jahr 1900 heiratete sie schließlich ihren Mitstreiter und unabhängigen konservativen Abgeordneten Arthur Atkinson. Die WCTU NZ schenkte ihr zur Hochzeit einen Schreibtisch aus verschiedenen neuseeländischen Hölzern mit einer Silberplatte, auf der sie ihre Anerkennung für ihre Arbeit als Sekretärin der WCTU eingravierten.

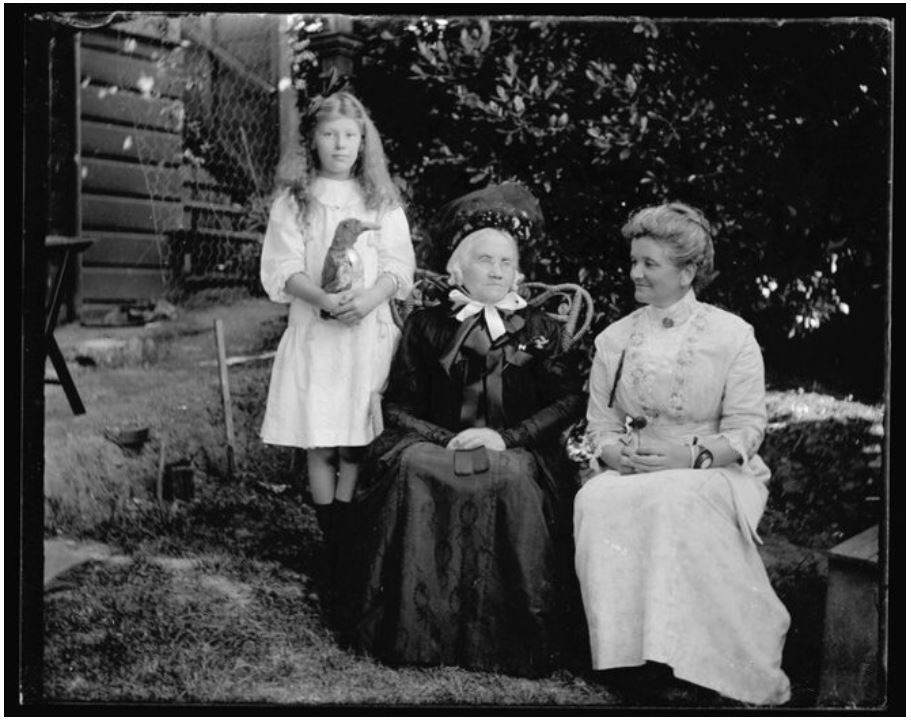
Janet Atkinson (links) mit Sarah Jane Kirk (Mitte) und Lily May Atkinson (rechts) ca. 1915

Im März 1901 besuchte Lily May Kirk Atkinson die 16. jährliche Konferenz der Women's Christian Temperance Union in Wellington. Sie war die amtierende Aufzeichnungsschriftführerin (eine Position, die sie seit vierzehn Jahren innehatte) und die stellvertretende Superintendentin für die Rechts- und Parlamentsabteilung. Atkinson wurde zur Präsidentin der WCTU von Neuseeland gewählt, nachdem Annie Jane Schnackenberg aus Auckland das Amt des nationalen Präsidenten innegehabt hatte. Zu diesem Zeitpunkt war ihre Mutter Sarah Jane Kirk Präsidentin der Wellington WCTU, die die nationale Konferenz von 1901 ausrichtete. Atkinson diente als Präsidentin in den nächsten vier Jahren. In dieser Zeit bekam sie zwei Kinder: Tom im April 1902 (der nur drei Tage nach seiner Geburt starb), und Janet, die am 19. September 1904 geboren wurde († 1981).
Während ihrer Zeit als Führungsperson führte die WCTU NZ viele verschiedene Arten von sozialen Reformen und humanitären Gesetzen an. Der Anstieg der Anzahl von Gebieten ohne Alkohollizenz, die aus dem Alcoholic Liquors Sale Control Act von 1893 hervorgegangen sind, war keine Überraschung, da die WCTU NZ eng mit der New Zealand Alliance zusammenarbeitete. Aufgrund von gesundheitlichen Problemen musste sie 1906 als Präsidentin der WCTU NZ zurücktreten, setzte jedoch ihre Arbeit für lokale Reformen fort.

## Zeit bei dem National Council of Women of New Zealand
Atkinson wurde im Mai 1901 bei der sechsten Konferenz in Wanganui zur Vizepräsidentin des National Council of Women of New Zealand (NCW NZ) gewählt. Sie arbeitete unter Margaret Sievwright als Präsidentin bis 1903 und unter Kate Sheppard erneut im Jahr 1905. Zu diesem Zeitpunkt hatte Atkinson ihre Ideen über Frauen in politischen Ämtern überarbeitet, da sie im August 1903 zusammen mit Sievwright und Kate Sheppard an der NCWNZ-Delegation teilnahm, die den Premierminister Richard Seddon vergeblich dazu aufrief, das Verbot von Frauen im Parlament aufzuheben. Nach 1906 kam der NCWNZ nicht mehr zusammen, bis er 1918 wiederbelebt wurde.

## Führung in Clubs

### Gesellschaft zum Schutz von Frauen und Kindern
Die neuseeländische Gesellschaft zum Schutz von Frauen und Kindern wurde im April 1893 in Auckland gegründet. Im Jahr 1897 riefen Atkinson und Lady Anna Stout Freiwillige dazu auf, sich einem neuen Zweig in Wellington anzuschließen, und der Zweig begann über seine Arbeit in den lokalen Zeitungen zu berichten. Neben der Arbeit im Namen von Frauen und Kindern setzte sich der Wellington-Zweig auch für gleiche Bezahlung von weiblichen Arbeitern ein.
Der Club entsandte Freiwillige zu den Gerichten, um zu beobachten, wie die Richter mit verhafteten Jugendlichen oder der Verfolgung von straffälligen Ehemännern umgingen. Auf einer Jahresversammlung im Jahr 1909, die Atkinson leitete, wurde berichtet, dass Freiwillige in der Lage waren, Heime für vernachlässigte Kinder zu finden und Mittel für eine verarmte Familie ohne Ernährer zu beschaffen.
Mit dem Ausbruch des Ersten Weltkriegs hatte der Club keinen Erfolg bei der Durchsetzung von Themen, die für den Schutz von Frauen und Kindern von entscheidender Bedeutung waren, „wie die Ernennung von Polizistinnen, Frauen als Schöffen und Frauen als besuchende Richterinnen im Gefängnis.“ Ein weiteres wichtiges Anliegen für diese Gruppe war die Erhöhung des gesetzlichen Schutzalters. Sie baten den Premierminister im Jahr 1913, das Schutzalter für Jungen auf achtzehn zu erhöhen, damit sie „vor den Annäherungsversuchen älterer Frauen geschützt werden… und um die Verbreitung von Krankheiten zu verhindern.“ Wie Atkinson während dieses Besuchs betonte, sollte das Schutzalter für Mädchen auf einundzwanzig erhöht werden, da sie dann ihre eigenen Löhne und Eigentum kontrollieren konnten.

### Ausbildung für Frauen in den Hauswissenschaften
Als Teil einer Kampagne zur Institutionalisierung der Unterstützung für Frauen und Kinder war Atkinson Teil einer Bewegung zur Reform des Lehrplans für Hauswirtschaft in der Sekundar- und Tertiärbildung. Im Jahr 1913 leitete Atkinson zwei vom Victoria College organisierte Konferenzen darüber, wie eine neue Abteilung „Hauswirtschaft“ geschaffen und ein Abteilungsleiter finanziert werden konnte, um diesen neuen Lehrplan und die damit verbundene Arbeit zu überwachen. Das Ziel war es, die Anleitung zu professionalisieren und zu modernisieren, den Zugang zu gefördertem Wohnraum durch den neu geschaffenen Thomas George Macarthy Fund zu bieten und die bereits an den Ausbildungskollegien vorhandene praktische Ausbildung auszubauen.

### Pioneer Club in Wellington
Der Pioneer Club, der im Juli 1909 in Wellington gegründet wurde, basierte auf einer ähnlichen feministischen Organisation in London. Bei der Gründungsversammlung las Lily May Atkinson die zuvor vom Vorläufigen Ausschuss festgelegten Regeln vor, in denen es hieß, dass der Zweck des Clubs die Bildung, Unterhaltung und „Stille“ von Frauen sei. Der Club sollte unpolitisch sein und keinen Alkohol oder Glücksspiel beinhalten. Mary Richmond, Atkinsons Cousine, wurde zur Präsidentin gewählt, Atkinson zur Vizepräsidentin und Amy Kane zur Sekretärin. Am 30. Juli 1909 wurde der Club an der Ecke von Cuba und Manners Streets eröffnet (später wurde er an die Lambton Quay verlegt) und bot Platz für Treffen und ein Teezimmer. Es war der erste allgemeine Frauenclub in Neuseeland.

## Aktivität in Societies
Im Jahr 1912 machte Atkinson Schlagzeilen, als sie für einen Sitz im Ausschuss des Wellingtoner Vorort- und Landlizenzbezirks nominiert wurde und diesen gewann. Sie gewann den Sitz und belegte den dritten Platz im Vorortbezirk mit 519 Stimmen.
Atkinson hat ihre Führungsqualitäten auch in ihrer Arbeit für die New Zealand Community Welfare Association gezeigt. Sie war auch aktiv in der Plunket Society und der Kindergarten Schools Society. Wahrscheinlich wurde Atkinson irgendwann nach 1920, als Frauenführer aufgerufen wurden, die Bewegung zur Durchsetzung der allgemeinen Wehrpflicht in Neuseeland zu unterstützen, Mitglied des Dominion-Rates der National Defence League of New Zealand. Zu dieser Zeit betonte die Rolle der Liga die Angst vor japanischer Aggression im Pazifik und die Notwendigkeit, dass Männer und Frauen in bürgerlicher Moral und Überlebensvorbereitung in speziell ausgewiesenen Camp-Instituten geschult werden sollten. „Der Einfluss guter Frauen auf Soldaten fern von zu Hause war unermesslich.“ Dieser Aufruf passte sehr gut zu Atkinsons Erfahrung mit der Bildungsreform für häusliche Wissenschaften von Frauen.

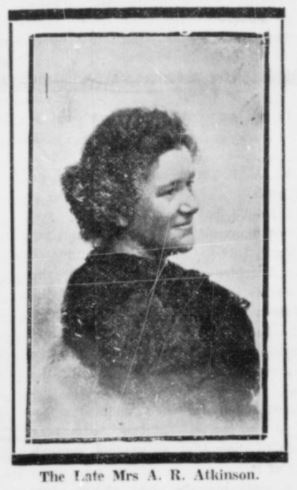
Porträt aus dem Tribut in The White Ribbon, 18. August 1921

## Krankheit und Tod
Atkinson übernahm erneut die Führung, indem sie als Schriftführerin der WCTU NZ auf der nationalen Konferenz im Jahr 1921 tätig war. Und sie stimmte zu, mit einer Delegation den Gesundheitsminister zu treffen, um einen vorgeschlagenen Sozialhygiene-Gesetzentwurf zu erörtern. Sie wurde jedoch zu krank, um zu gehen. Sie hatte im Juli 1921 (also Winter in Neuseeland) für einige Taranaki-Gewerkschaften gekämpft, was „eine Menge Autofahren bei sehr kaltem und nassem Wetter erforderte.“ Nach etwa einer Woche Krankheit ging sie zu Bett und bekam Schmerzmittel von ihrem Arzt.
Nachdem sie krank wurde, konnte Lily May Atkinson nicht mehr persönlich an der geplanten Versammlung teilnehmen, bei der eine Delegation mit dem Gesundheitsminister über ein geplantes Gesetz zur Sozialhygiene sprechen sollte. Ihr Ehemann berichtete später in The White Ribbon, dass sie während der Korrektur einiger Sonntagsschulprüfungen zusammengebrochen war und versucht hatte, einen Brief an Frau Scott von der WCTU in Hawera zu diktieren, der jedoch nicht vollständig fertiggestellt wurde. Obwohl sie weiterhin Briefe schrieb und las, wurde sie von Fieber und Delirium geplagt und ihr Zustand verschlechterte sich schnell. Am Abend des 19. Juli 1921 starb sie friedlich in ihrem Schlaf, nur 48 Stunden nachdem sie ihre letzte Bemühung für die Prohibition aufgegeben hatte.
Atkinson verstarb am 19. Juli 1921 in ihrem Haus in Wadestown, einem nördlichen Vorort von Wellington. Ihre Beerdigung fand in der Baptistenkirche in der Vivian Street statt und sie wurde in einem unmarkierten Grab (Parzelle 3K) auf dem Karori-Friedhof neben ihren Eltern, ihrem Sohn Tom und ihrem Ehemann (der 1935 verstarb) beigesetzt.